# Steve Colley
Steve Colley (Onchan, 7 marzo 1972) è un pilota motociclistico britannico.

## Carriera
Specialista nelle competizioni di trial ha vinto con la nazionale britannica per 3 volte il Trial delle Nazioni alla guida di una GasGas, oltre ad aver vinto per 4 volte gli Scottish Six Days tra il 1992 e il 2000 e per 11 volte i Manx National 2 Days tra il 1993 e il 2006.
Viene soprannominato anche Mister Showman.